# Hlavná ulica (Košice)

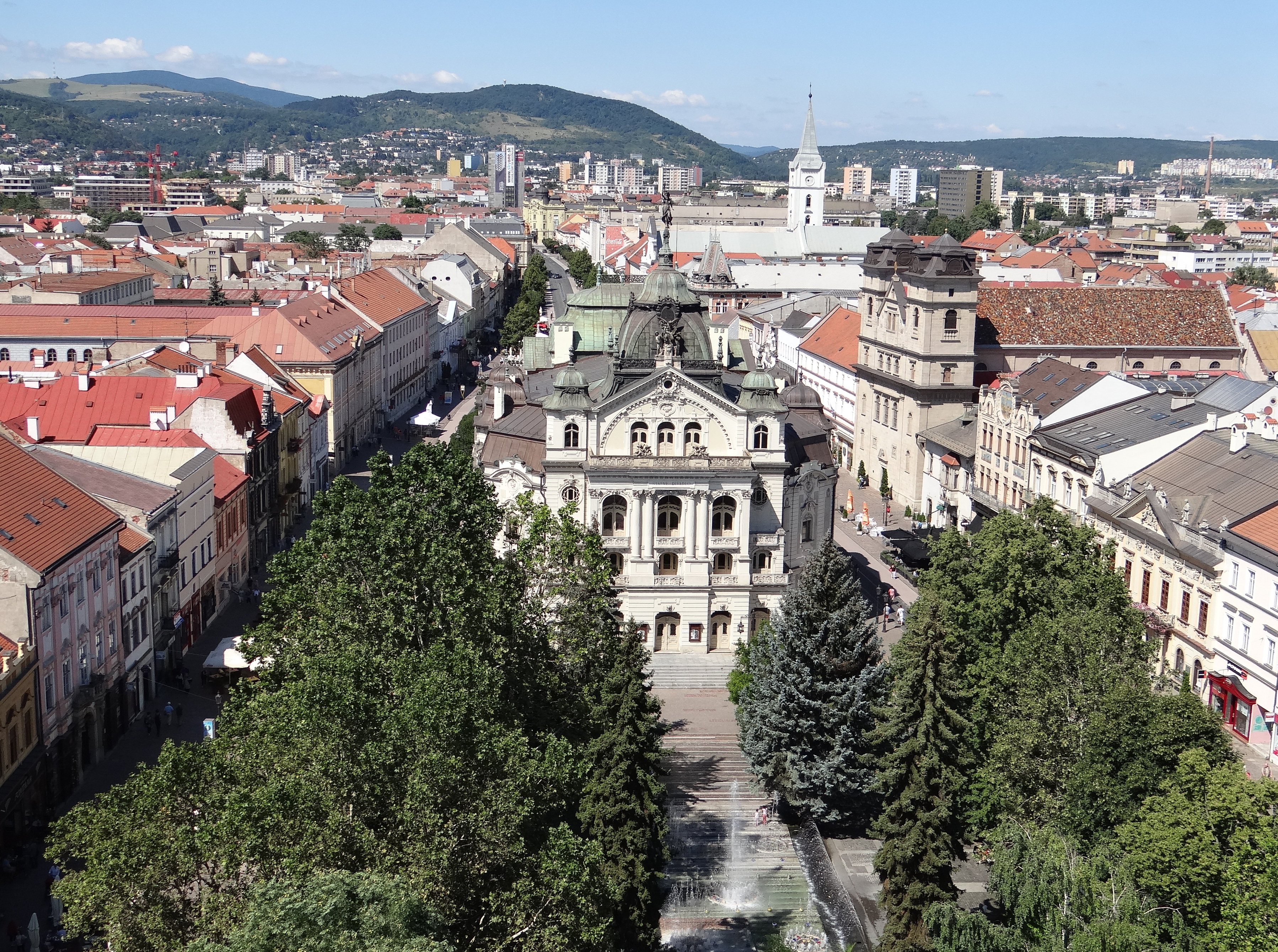
Blick vom nördlichen Turm des Elisabeth-Doms auf den nördlichen Teil der Straße, mit dem Nationaltheater in der Mitte und der Franziskanerkirche rechts

Hlavná ulica (deutsch Hauptstraße) ist die zentrale Straße der zweitgrößten slowakischen Stadt Košice (deutsch Kaschau). Sie verläuft in Nord-Süd-Richtung auf einer Länge von etwa 1,2 km quer durch die Altstadt. An der Straße oder in unmittelbarer Umgebung stehen die meisten Sehenswürdigkeiten der Stadt und umschließt auch zwei Plätze, nämlich Hlavné námestie (deutsch Hauptplatz) zwischen dem Nationaltheater Košice und dem Elisabeth-Dom sowie Námestie slobody (deutsch Freiheitsplatz) südlich des Elisabeth-Doms, dazu drei Parks.
Das nördliche Ende der Straße befindet sich am Platz Námestie Maratónu mieru (deutsch Platz des Friedensmarathons), am südlichen Ende trifft sie den Platz Námestie osloboditeľov (deutsch Platz der Befreier). Sie ist auf fast voller Länge als Fußgängerzone ausgewiesen.

## Historisches

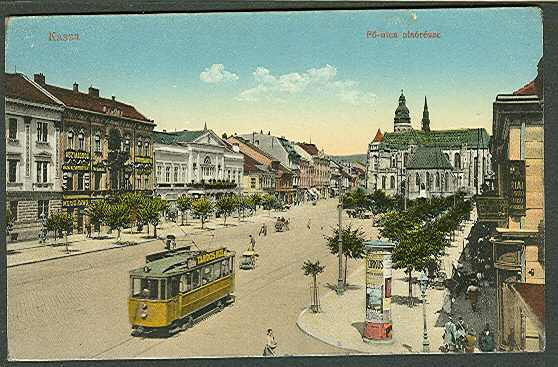
Ansicht der Hauptstraße im frühen 20. Jahrhundert

Geschichtlich handelt es sich um einen langgestreckten mittelalterlichen Platz, worauf noch der oft in den Städten der heutigen Ostslowakei anzutreffende linsenförmige Grundriss erinnert. Ein Arm des Baches Čermeľský potok floss entlang der Straße und verzweigte sich im Bereich der Figurengruppe der Immaculata (1720–1723 errichtet). Die beiden Arme vereinigten sich unweit des ehemaligen Unteren Tores, somit bildete der zentrale Teil der Hauptstraße eine „Insel“. Auf der Insel befanden sich die bedeutendsten Gebäude der Stadt sowie öffentliche Flächen, wo lange verschiedene Märkte stattfanden. Hier befand sich auch der städtische Friedhof. Beiderseits der Straße entstanden Bürgerhäuser und prächtige Palais.
Die ältesten überlieferten Namen lauten Circulus, Ring, Theatrum und Forum und weisen auf die Nutzung als Platz hin. Erst im 18. Jahrhundert erschien die lateinische Form Platea principalis und später auch deutsch Haupt Gasse und ungarisch Fő utcza. An die Nutzung für Brotmärkte unweit des Urban-Turms erinnert der ungarische Name Kenyér piacz. Der durchfließende Bach wurde 1899 wegen des ständig anwachsenden Verkehrs zugeschüttet und in die Kanalisation umgeleitet.
Nach der Eingliederung in die Tschechoslowakei erhielt die Straße zum ersten Mal einen offiziellen slowakischen Namen, Hlavná ulica, 1934 wurde sie aber in Štefánikova ulica (deutsch Štefánik-Straße) umbenannt. Nach dem Ersten Wiener Schiedsspruch im November 1938 und Eingliederung der nun Kassa bezeichneten Stadt in Horthys Ungarn wurde das ungarische Fő utca wieder die offizielle Form. Mit der Wiederherstellung der Tschechoslowakei hieß die Straße kurzzeitig wieder Štefánikova ulica, bevor sie 1949 durch kommunistische Machthaber in Ulica V. I. Lenina (deutsch W. I. Lenin-Straße) umbenannt wurde und ab einem späteren Zeitpunkt die abgeänderte Form Leninova ulica (deutsch Lenin-Straße) trug. Zum 2. Januar 1984 entstand eine Fußgängerzone, die anfangs nur samstags und sonntags galt. 1986 wurde die seit 1891 betriebene Strecke der Straßenbahn Košice auf die weiter westlich parallel verlaufende Straße Kuzmányho verlegt.
Zum 1. Juli 1990 erhielt die Straße den historischen Namen Hlavná ulica. Während der zweiten Amtszeit (1994–1999) des Oberbürgermeisters Rudolf Schuster wurde der historische Straßenzug 1995–1996 vollständig saniert, inklusive der inzwischen fast 90 Jahre alten Kanalisation. Als Erinnerung an den historischen Bach entstand eine kleine Bachrinne im nördlichen Teil. Zwar wurde die Sanierung der Straße gelobt, wegen entstandener Schulden musste Schuster aber auch herbe Kritik hinnehmen.

## Denkmäler und bedeutende Gebäude

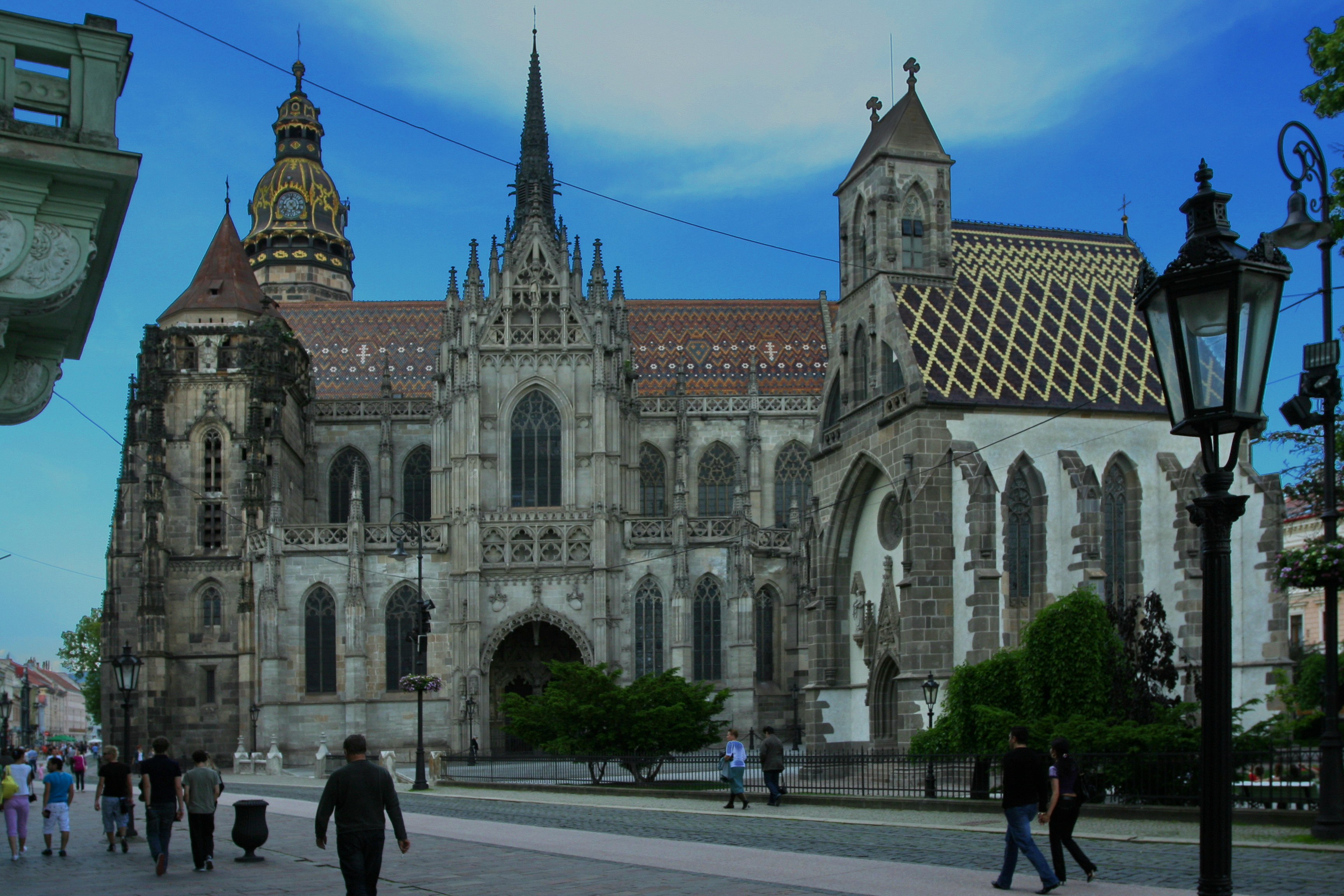
Elisabeth-Dom und Michaelskirche

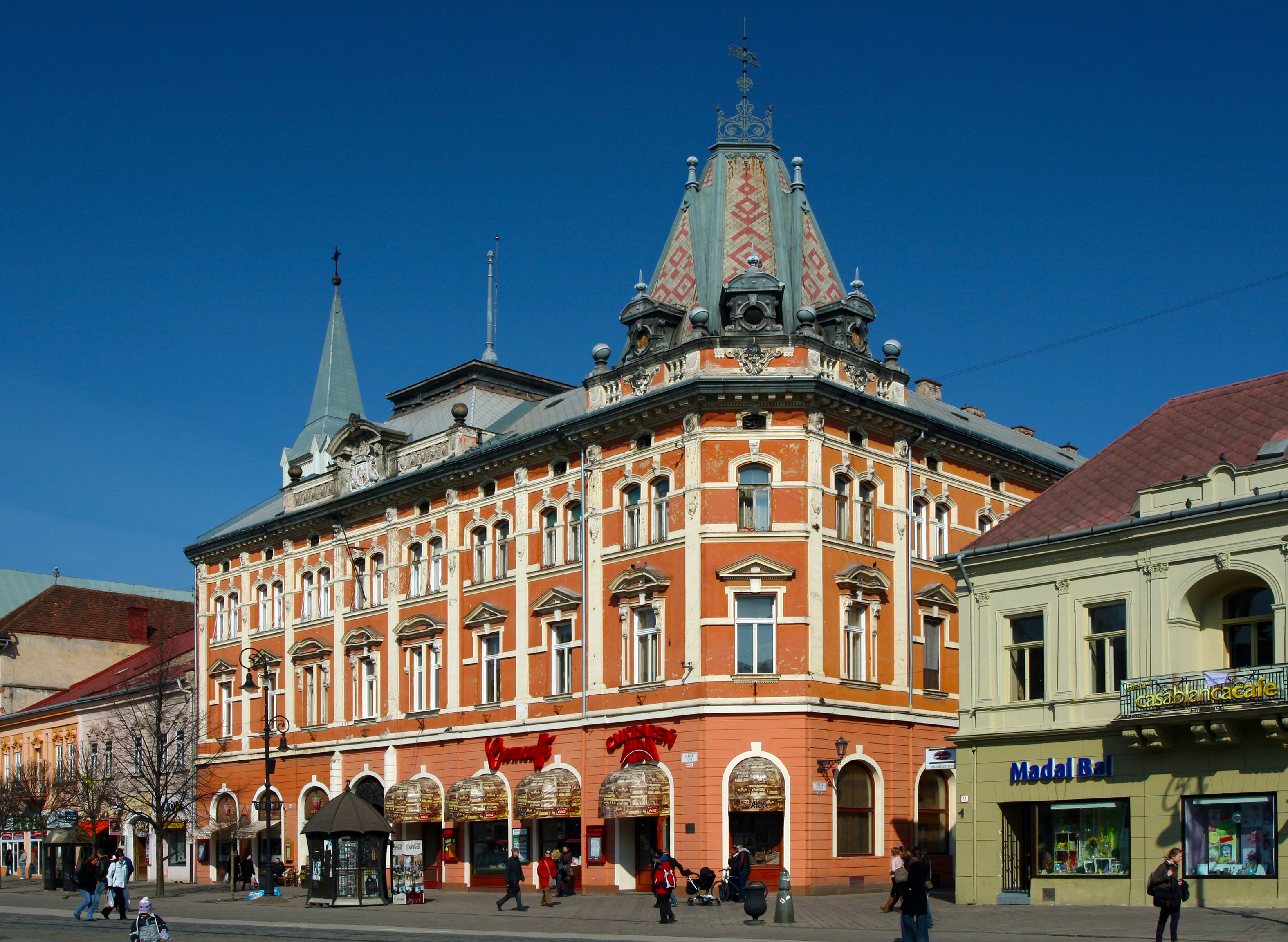
Palais Andrássy

- Dom der heiligen Elisabeth
- Michaelskirche
- Franziskanerkirche
- Urban-Turm
- Nationaltheater Košice
- Immaculata
- Palais Forgách
- Erzbischöfliches Palais
- Komitatshaus
- Altes Rathaus
- Hotel und Café Slávia
- Leutschauer Haus
- Dreifaltigkeitskirche
- Palais Andrássy
- Palais Hadik-Barkóczy
- Palais Csáky-Dessewffy